# Краснинський район (Смоленська область)
Краснинський район (рос. Краснинский район) — адміністративна одиниця Смоленської області Російської Федерації.
Адміністративний центр — Красний.

## Географія
Територіально район межує: на півночі з Руднянським районом, на сході зі Смоленським районом, на півдні із Монастирщинським районом, на заході з Білоруссю. Площа території — 1507,7 км².
В основному район розташовано у межах Смоленсько-Краснинської височини. У північній частині протікає Дніпро з притокою Мерея.

## Історія
- 1775: утворення Краснинського повіту.
- 1796: скасування повіту
- 1802: відновлення
- У часи існування Білоруської Народної Республіки увесь Краснинський район входив до її складу.
- 1929: утворення Краснинського району на території колишніх Краснинського і Оршанського повітів Смоленської губернії.
- 1963: район знову скасовано, територія приєднана до Смоленського району.
- 1965: відновлення

## Адміністративний поділ
До складу району входять одне міське та 12 сільських поселень:
| Муніципальне утворення          | Чисельність населення, ос. | Площа, км² | Адміністративний центр |
| ------------------------------- | -------------------------- | ---------- | ---------------------- |
| Краснинське міське поселення    | 4,49 тис.                  | 70,37      | смт Красний            |
| Вікторовське сільське поселення | 0,30 тис.                  | 127,4      | село Вікторово         |
| Волковське сільське поселення   | 0,42 тис.                  | 144,4      | село Волково           |
| Волоєдовське сільське поселення | 0,29 тис.                  | 45,3       | село Алушково          |
| Глубокинське сільське поселення | 0,46 тис.                  | 68,1       | село Двуполяни         |
| Гусинське сільське поселення    | 4,07 тис.                  | 133,9      | селище Гусино          |
| Красновське сільське поселення  | 1,13 тис.                  | 155,2      | село Лонниця           |
| Малєєвське сільське поселення   | 0,35 тис.                  | 86,6       | село Малєєво           |
| Маньковське сільське поселення  | 1,00 тис.                  | 88,3       | село Маньково          |
| Мерлінське сільське поселення   | 0,75 тис.                  | 157,06     | село Мерліно           |
| Нейковське сільське поселення   | 0,41 тис.                  | 110,26     | село Гребені           |
| Октябрське сільське поселення   | 0,29 тис.                  | 275,0      | село Ніколаєвка        |
| Павловське сільське поселення   | 0,53 тис.                  | 94,8       | село Павлово           |

## Персоналії
В районі народилися:
Чукмарьов Микола Юхимович (1919-1943) – народився у селі Малишково Краснінського району Смоленської області, радянський партизан, іменем Чукмарьова названо вулицю у селі Солоному Дніпропетровської області. Розстріляний 2 березня 1943 року

### Герої Радянського Союзу
- Петухов Іван Дмитрович (село Слобода).